# فؤاد عبد المجيد
فؤاد عبد المجيد المستكاوي (14 مايو 1926 - 4 مارس 1994) هو مغني وشاعر مصري لفن الموشحات العربية بدأ مسيرته الفنية عام 1980 وعمل مع الموسيقار عبد الحليم نويرة وأصدر أكثر من 15 أغنية في فن الموشح. وله العديد من القصائد الشعرية. وهو ابن عم الناقد الرياضي نجيب المستكاوي. وتوفي عام 1994.

## السيرة الذاتية
ولد فؤاد يوم 14 مايو 1926، تخرج في كلية الزراعة قسم كيمياء عمل في وزارة الزراعة حتى خرج على المعاش بدرجة وكيل وزارة. تعلم الموسيقى الكلاسيكية من صفر علي وتشرب منه اصول الموسيقى الشرقية وتخصص في تلحين الموشحات التي كانت لونا غنائيا مهما الذي ابدع فيه من قبل الفنان كامل الخلعي ونتيجة طبيعته الخجوله كان يميل للانزواء والابتعاد عن الاضواء.

## المسيرة الفنية
وفي منتصف السبعينيات ظهرت الوان غنائية متنوعة وعادت الموشحات للظهور مرة أخرى.وكان المحرك لظهوره هو شقيقه حسين المستكاوي الذي كان صديقا للمخرج علي رضا الذي سمعه واعجب به اعجابا شديدا وحكى عنه للموسيقار عبد الحليم نويرة الذي استمع اليه ولم يكن يصدق ان هناك من يلحن الموشحات في اواخر القرن العشرين وانبهر به به نويرة.وبدؤا يخططون لخروج هذه الموشحات فصمموا عليها رقصات خاصة لفرقة رضاوتغنى بها مطربوا الفرقة الذين كان اشهرهم عمر فتحي بالإضافة لفؤاد عبد المجيد شخصيا كما غنت عفاف راضي بعض هذه الموشحات وكان فؤاد مصرا علي ان يظهر باسم فؤاد عبد المجيد حتى لا يتهم بالاستفادة باسم عائلة المستكاوي. وكان ظهور اسم فؤاد كمطرب يرجع الي الراحل أنور عبد الوهاب فانتج البوم (دعاني) وهناك البوم آخر لموشحات فرقة رضا.

## أشهر موشحاته
- آه لقلبي والقمر
- عجبا لغزال قتال
- لحظ رنا
- ياغريب الدار
- اشرق ياطلعة البدر
- قف ياهوى
- دعاني
- لي ليال طوال
- ليل النوى
- ياذا الجمال
- لوجهك السامي
- لاه تياه
- ساقي بنت الحان
- الأني احبك

## الإنتاج الشعري
- له عدد من الموشحات نشرت بمجلة الكواكب - العدد 2241/ 12 من يوليو 1994، منها «يا من نشا»، و«آه لقلبي والقمر»، «عجبًا لغزال»، و«قف يا هوى»، وله ديوان: «أغاني ومعاني.. باقة من الشعر الغنائي» - مخطوط في حوزة ابنته، وله عدد كبير من الموشحات ومن القصائد العامية.

شاعر موشحات، أخلص للموشحات كتابة وغناء، ووظفها للتعبير عن العواطف الإنسانية، وغيرها من الأغراض التي تمثل بعض رؤاه في الحياة والوجود، اتسمت موشحاته بالقصر، واعتمادها لغة أقرب للغة الدارجة.
لقب بـ «فنان الموشحات»، و«رائد فن الموشحات».

## تكريمه
أقيم له حفل تكريم بدار الأوبرا المصرية (22 سبتمبر 1994) أحيته الفرقة القومية العربية للموسيقا بقيادة سليم سحاب، وقدمت الفرقة عددًا من موشحاته طبعتها في نشرة (برنامج) مقرونة باسم الملحن الموسيقي محمود الشريف.

## وفاته
رحل في عام 1994.